# Hytten (Sydslesvig)
 For alternative betydninger, se Hytten. (Se også artikler, som begynder med Hytten)
Hytten (dansk) eller Hütten (tysk) er en landsby og kommune i det nordlige Tyskland, beliggende i Amt Hüttener Berge i den østlige del af Kreis Rendsborg-Egernførde. Kreis Rendsborg-Egernførde ligger i den centrale del af delstaten Slesvig-Holsten. Landsbyen ligger cirka 7 kilometer vest for Egernførde og 14 kilometer sydøst for Slesvig by i Hytten Bjerge. Sydvest for byen løber motorvejen Bundesautobahn 7 fra Hamborg til den dansk-tyske grænse. Kommunen samarbejder på administrativt plan med andre med andre kommuner i Hytten Bjerges kommunefællesskab (Amt Hüttener Berge).
Byen gav navnet til Hytten Bjerge og det tidligere Hytten Herred.

## Historie
Hytten findes ikke omtalt i Kong Valdemars Jordebog fra 1219 og må have indgået i det område, der her benævnes Fræzlæt (Fræslet). Det nævnes her, at kongen ejede mellem Slien og Ejderen 420 "houe". Der var med andre ord tale om kongelev, og det må formodes, at de 420 ejendomme repræsenterede holstenske kolonister, da dette er det eneste sted, at det tyske ord "houe" anvendes.
Hytten Kirke blev første gang omtalt i dokumenterne i 1319, da bispetienden blev tillagt det slesvigske domkapitel.
Det vides, at Hytten i 1300-tallet var et gods, formodentlig vokset ud af landsbyen, ejet af Markvard Sehested, i hvert fald i 1363 men de nærmere omstændigheder omkring udviklingen er ukendte. Udviklingen må ses i lyset af, at Mechtilde, der var gift med Valdemar Sejr’s søn Abel (han var hertug i Sønderjylland) som enke sammen med sine sønner Erik og Abel Abelsen den 12. maj 1260 pantsatte landet mellem Ejderen og Slien (Stapelholm, Fræslet, Svansen og krongodset Jernved) til sine brødre, Johan og Gerhard.
Senere, uder hertugdømmernes deling i 1544, kom Hytten under hertug Adolf af Slesvig-Holsten-Gottorp.
Fra 1741 udgjorde Hytten Amt et eget amt, dog forenet under samme amtmand med domkapitlets amt.